# Charles De Geer

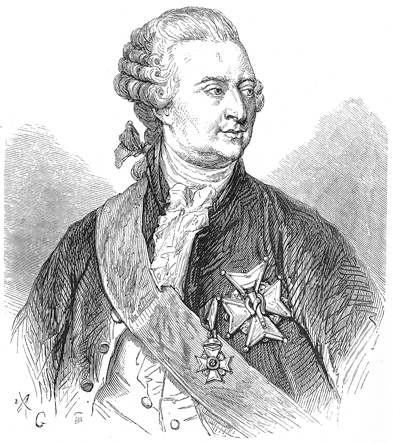
Charles de Geer.

Baronul Charles de Geer (numele de familie în forma De Geer cu "De" în majuscule; n. 30 ianuarie 1720 la Finspång, Risinge, Suedia  – d. 7 martie 1778 la Stockholm, Suedia) a fost un om de afaceri și entomolog suedez.

## Insecte comune descrise de către De Geer
- Camponotus pennsylvanicus, furnica tâmplar neagră (Hymenoptera: Formicidae)
- Dermestes maculatus, gândac de piele, Coleoptera 1774
- Xestobium rufovillosum, gândacul care urmărește moartea, Coleoptera 1774
- Meconema thalassinum, greiere de stejar, Orthoptera 1773 Imagine
- Gasterophilus intestinalis,  Diptera 1776
- Episyrphus balteatus, Diptera 1776
- Triatoma rubrofasciata, Triatominae, Hemiptera 1773
- Erythrodiplax unimaculata, o libelulă 1773
- Anasa tristis

1. 1 2  Charles de Geer Friherre af Leufstra, The Peerage
2. 1 2 3 4 5  Charles de Geer (în suedeză), Svenskt biografiskt lexikon
3. ↑  Charles De Geer, SNAC, accesat în 9 octombrie 2017
4. 1 2 3  The Peerage
5. ↑  Autoritatea BnF, accesat în 10 octombrie 2015